# Phare de Turn Point
Le phare de Turn Point est un phare situé sur Stuart Island (Washington) (en) , l'une des îles de San Juan (Comté de San Juan), dans l'État de Washington aux (États-Unis).
Ce phare est géré par la Garde côtière américaine, et les phares de l'État de Washington sont entretenues par le District 13 de la Garde côtière  basé à Seattle.

## Histoire
Une première station  de signalisation a été mis en service en 1893 avec la construction d'un bâtiment pour un signal de brume et d'une habitation de gardien de deux étages. Une première lumière était présente près de la station. Une Daboll trumpet (en) à vapeur servait de signal de brume.
Cette station de signalisation surplombe le détroit de Haro, depuis l'extrémité ouest de l'île Stuart. Elle marque le passage entre l'île de Vancouver (Canada) et les îles San Juan.
Le phare est la propriété de l'US Coast Guard et géré par le Bureau of Land Management. Il fait partie du San Juan Islands National Monument créé en 2013. Les bénévoles de la Turn Point Lighthouse Preservation Society offrent des visites guidées saisonnières de la maison de gardien originale de 1893 et une exposition de photos historiques.

## Description
En 1936, un petit pylone carré en béton blanc avec galerie surmontée d'un mât, d'environ 6 m de haut a été érigée devant la maison-phare originale avec un système optique lumineux de 12 pouces (300 mm). Cette lumière émet, à une hauteur focale de 13 m, un flash blanc toutes les 2,5 secondes. Sa portée nominale est de 8 milles nautiques (environ 15 km). Une corne de brume à diaphragme a remplacé la trompette Daboll. La station a été automatisée en 1974.
Identifiant : ARLHS : USA-858 - Amirauté : G5340 - USCG : 6-19790.

## caractéristique duFeu maritime
Fréquence : 2.5 secondes (W)
- Lumière : 0.3 seconde
- Obscurité : 2.2 secondes

|                               |
| Localisation de Stuart Island |

|          |
| Le phare |

### Lien connexe
- Liste des phares de l'État de Washington